# Виголо (Бергамо)
Виголо је насеље у Италији у округу Бергамо, региону Ломбардија.
Према процени из 2011. у насељу је живело 482 становника. Насеље се налази на надморској висини од 606 м.